# Tuca del Coll de Coronas
La Tuca del Coll de Coronas és una muntanya de 3.286 m d'altitud, amb una prominència de 14 m, que es troba al massís de la Maladeta, província d'Osca (Aragó).